# Вайдава (село)
Вайдава (латыш. Vaidava) — населённый пункт в Коценском крае Латвии. Административный центр Вайдавской волости. Расстояние до города Валмиера составляет около 20 км. По данным на 2007 год, в населённом пункте проживало 520 человек. Рядом протекает река Вайдава и находится озеро Вайдавас. Есть волостная администрация, дом культуры, библиотека, Вайдавская школа-интернат, почтовое отделение, фельдшерский пункт и магазин.

## История
Населённый пункт возник у бывшего поместья Велку (Велкенхоф).
В советское время населённый пункт был центром Вайдавского сельсовета Валмиерского района. В селе располагался колхоз «Вайдава».